# Paul Eliot Green
Paul Eliot Green (n. 17 martie 1894 - d. 4 mai 1981) a fost un dramaturg american.
Este cunoscut pentru modul cum a descris Carolina de Nord din timpul primelor decade ale secolului XX.
Astfel, în teatrul său, cu elemente pronunțat folclorice, a tratat teme inspirate din viața și suferințele afroamericanilor.
În 1927, a primit "Premiul Pulitzer pentru Dramă" pentru romanul său În sânul lui Avram.

## Scrieri
- 1927: In Abraham's Bosom ("În sânul lui Avram")
- 1936: Imn soarelui care răsare ("Hymn to the Rising Sun")
- 1937: Johnny Johnson
- 1937: Colonia pierdută ("The Lost Colony")
- 1950: Credința părinților noștri ("Faith of Our Fathers").